# Rachel Miner
Rachel Anne Miner (New York, 29 juli 1980) is een Amerikaans actrice.
Ondanks het feit dat Miner al sinds 1990 op televisie te zien is en sinds 1994 ook in het theater, werd Miner bekend in 1998 toen ze op jonge leeftijd trouwde met kindster Macaulay Culkin.

## Filmografie
- Bibsys: 5096715
- Bibliothèque nationale de France: cb14494356p (data)
- Gemeinsame Normdatei: 142905305
- International Standard Name Identifier: 0000 0001 1475 2789
- Library of Congress Control Number: no2004014547
- Nationale Bibliotheek van Letland: 000059869
- MusicBrainz: e64641c7-3173-4ea4-9e1b-13b479f4827d
- Nationale Bibliotheek van Tsjechië: pna2006337921
- Nationale Bibliotheek van Israël: 987007447529805171
- Nationale Bibliotheek van Polen: a0000002215344
- Système universitaire de documentation: 171241363
- Virtual International Authority File: 76021055
- WorldCat: E39PBJghmmJD9pq6HRwm8rr6rq